# Brloh (okres Pardubice)
Obec Brloh (německy Birloch) se nachází v okrese Pardubice, kraj Pardubický. Žije zde 228 obyvatel.

## Části obce
- Brloh
- Benešovice, včetně vsi Štrampouch

## Historie
První písemná zmínka o obci, patřící Žehušickému panství, pochází z roku 1318. Mezi majiteli tvrze se vystřídali Diviš Bošinský z Božejova, Jan Holec z Nemošic, Vilém Dobřenský z Dobřenic, Zdeněk Dobřenský a Eva Stropínova z Dobřenic. Posledním zaznamenaným držitelem byl Adam z Brloha, jehož rod vymřel kolem roku 1715.